# Außerfern

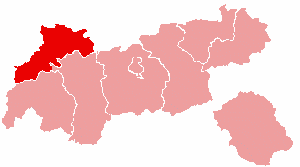
Ligging van Außerfern in Tirol.

Außerfern of Außfern is de naam voor een gebied in de Oostenrijkse deelstaat Tirol, dat grotendeels samenvalt met het district Reutte. Grofweg wordt het gebied gevormd door het Lechtal, het Tannheimertal en het brongebied van de rivier Loisach bij Ehrwald. De naam is afgeleid van Außer dem Fern (lett. buiten de Fernpas), omdat het vanuit het Inndal gezien over de Fernpas gelegen is.
De hoofdverbinding met de rest van Tirol wordt dan ook door deze Fernpas gevormd. Het gebied is over het spoor bereikbaar via de Außerfernspoorlijn. Met de trein kan via dit traject en de Mittenwaldspoorlijn de rest van Tirol worden bereikt.
Vanaf de 10e eeuw werd het gebied langs de Via Claudia Augusta door Alemannen bewoond. Aan het einde van de 13e eeuw werd het tijdens de heerschappij van graaf Meinhard II bij het graafschap Tirol gevoegd. Desondanks bleef het gebied ook contacten onderhouden met de Allgäu. Zo viel de Außerfern kerkelijk gezien lange tijd onder het bisdom Augsburg. Ook de belangrijkste verkeersroutes liepen naar de Allgäu en Opper-Beieren, omdat de Fernpas de enige verbinding met het Inndal vormde, die ook 's winters begaanbaar was.
In het gebied wordt een mengeling van Zwabische en Beierse dialecten gesproken. De dialecten die worden gesproken in de gebieden die werden bevolkt vanuit Opper-Beieren en vanuit het Inndal, zoals het Ehrwalder Bekken en de zijdalen van het Lechtal, vertonen grote overeenkomsten met de in het Oberinntal gesproken dialecten. De dialecten rondom Reutte en in het Tannheimertal zijn meer Zwabisch van aard.
Het toerisme is de belangrijkste bron van inkomsten, omdat de schaarse en hooggelegen grond slecht bewerkt kan worden ten gunste van de landbouw. Naast de toeristische sector zijn ook de industrie en de nijverheid, met name in het middelste gedeelte van het Lechtal en in het Reuttener Bekken, van wezenlijk belang.
De natuur in het gebied wordt gekenmerkt door het grote aantal meren (Plansee, Heiterwangersee, Fernsteinsee, Weißensee, Haldensee, Blindsee en Vilsalpsee).